# Rozea
Rozea là một chi rêu trong họ Entodontaceae.